# جوان براون (رسامة)
جوان براون (بالإنجليزية: Joan Brown)‏ هي رسامة أمريكية، ولدت في 13 فبراير 1938 في سان فرانسيسكو في الولايات المتحدة، وتوفيت في 26 أكتوبر 1990 في Puttaparthi ‏ في الهند.

## وصلات خارجية
- الموقع الرسمي